# Posmarxismo

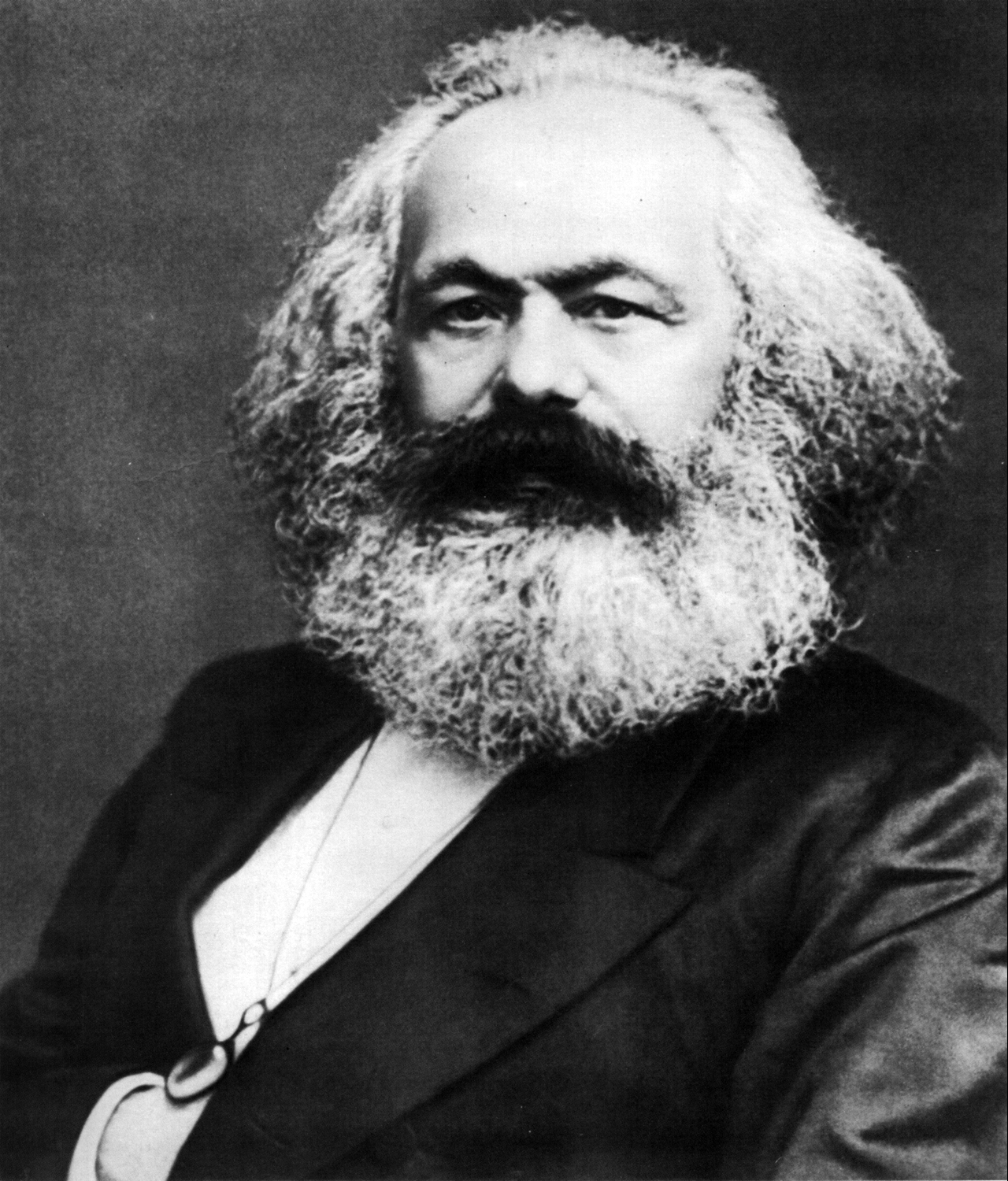
Karl Marx, desde la propia génesis de su pensamiento, vio la necesidad de siempre volver sobre la pregunta por el papel de la filosofía, incluida la suya propia. De ahí que resulte entendible y hasta natural que hubiera disidencias dentro del seno del propio marxismo que cuestionaran la implantación real de las ideas del Diamat hasta ese momento.

El posmarxismo (o postmarxismo) explora las distintas interpretaciones de la tradición marxista posteriores a su periodo clásico, cuya expresión paradigmática se da en la época de la Segunda Internacional, el periodo estalinista en la Unión Soviética y su cristalización en la Tercera Internacional. La crítica sustantiva suele orbitar la cuestión de que, si bien esta fase se mostró eficaz en términos pragmáticos, supuso un alejamiento del elemento crítico endógeno a toda forma coherente de marxismo. Como reacción a esta “crisis del marxismo”, producida por su conversión paulatina en una instancia de fetichización de la revolución, cuando no directamente una herramienta totalitaria, voces internas al propio marxismo comenzaron a proponer vías alternativas.
Se propone una teoría de lo social como constituido discursivamente, lo que no significaría una reducción idealista de lo social y material al lenguaje o al pensamiento. Se considera a su teoría realista y materialista, y mantiene cierta relación de continuidad y superación respecto del materialismo histórico de Karl Marx, con el que se propone la existencia independiente del hombre, de "un mundo exterior al pensamiento". Pero, también con Marx y gran parte de la filosofía contemporánea, rechazan todo dualismo o "esencialismo" que implique la incomunicación entre hombre y mundo, sujeto y objeto, discurso y realidad.
El posmarxismo es, sin embargo, una revisión del pensamiento marxista y no su actualización. De hecho, en algunos aspectos corre en una dirección opuesta como, por ejemplo, la superposición de lo político frente a la importancia que tuvo lo científico para gran parte del marxismo clásico. La crítica a esta corriente, que tiene entre sus mayores representantes a Ernesto Laclau y Chantal Mouffe, está justamente en la desconexión con áreas centrales de lo que fue el marxismo clásico. 

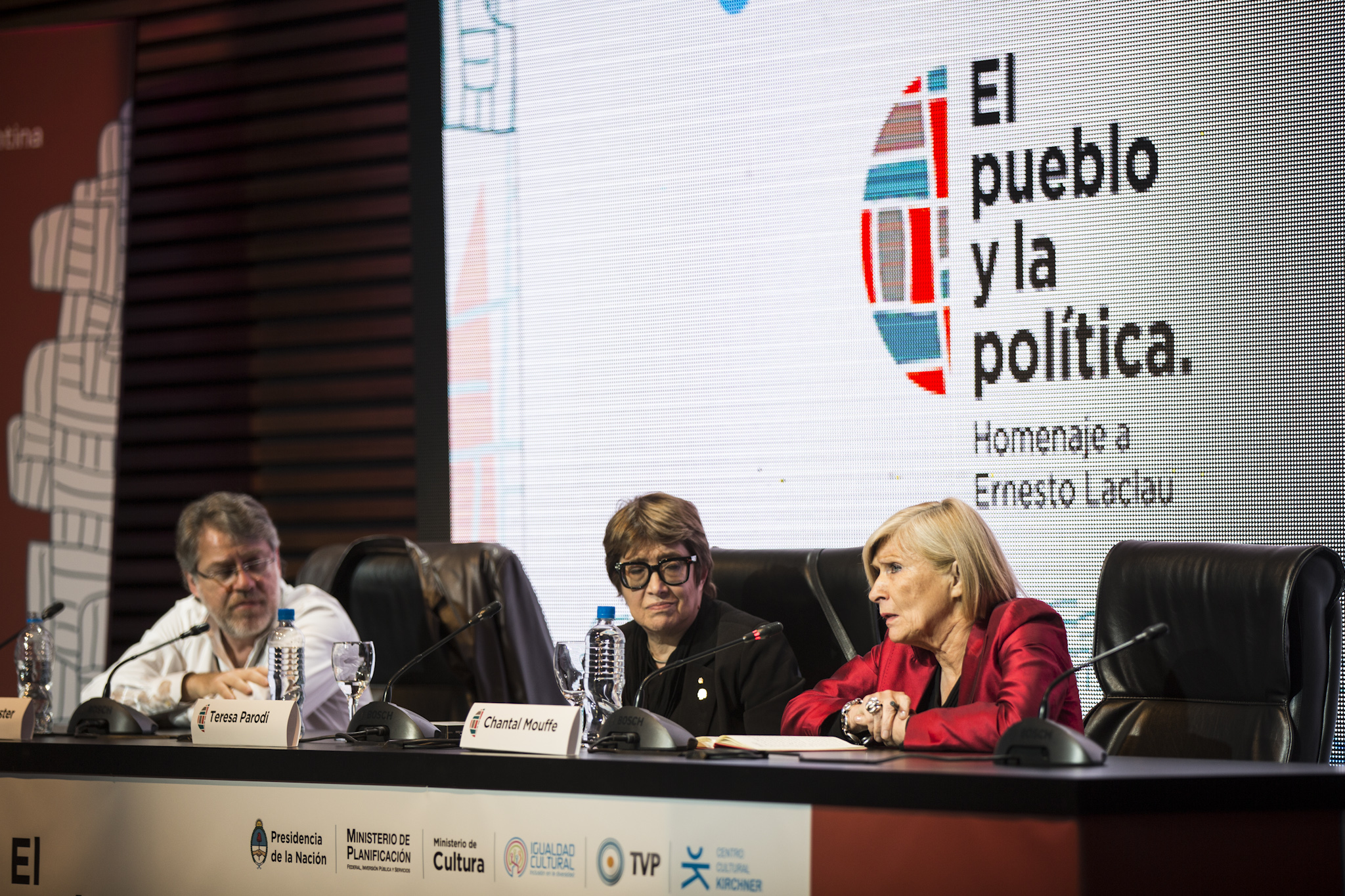
Ernesto Laclau y Chantal Mouffe han sido dos de las voces más reconocibles de la esfera posmarxista

Algunas características propias del posmarxismo son:
- Revisión de la categoría de totalidad "abstracta" o rígida propia de cierto tipo de marxismo estructuralista o de versiones dogmáticas del marxismo original.

- Fin de la superposición abstracta del conflicto de clases sobre otros conflictos para efectos del quehacer político concreto. Se atiende así a las luchas de género, étnicas, culturales, etc. No significa que la lucha de clases desaparece del capitalismo.
- Promoción de la apertura de las sociedades civiles y defensa de la teoría democrática como valor universal de la modernidad política.

Con la crítica a la ideología, también se promueve el valor de la multitud. Algunos identifican gran parte de estas tesis con la deconstrucción de Jacques Derrida, otros con los aportes de Lacan, etc. Concuerdan en que crean un enlace con las transformaciones múltiples que afectan a la llamada sociedad del capitalismo tardío y de su "financierización" productiva, y cuyo aspecto más visible es la globalización y la sociedad del riesgo. Desde luego, hay gran influencia del posestructuralismo de Foucault y otros, pero no hay vínculo discursivo con los llamados pensadores escépticos posmodernos.

## Representantes latinoamericanos del posmarxismo
- Luis E. Aguilar[3]
- Raúl Fornet-Betancourt[4]
- Michael Löwy[5]
- Robert Paris[6]
- José Aricó[7][8]
- Oscar del Barco[9]
- Ernesto Laclau[10][11][12]

- Ludovico Silva

## Otras propuestas marxistas heterodoxas
El posmarxismo es solo una de las respuestas posibles a la crisis del marxismo. Tal y como ha documentado Eugenio Fraga, antes de la emergencia de la vía posmarxista se desarrollaron las propuestas “neomarxistas”, encarnada en los trabajos de Nicos Poulantzas, Ralph Milliband, Erik Olin Wright o Michael Holloway, y, en el caso latinoamericano, podemos encontrar la teoría de la dependencia, con referentes tales como Raúl Prebisch, Fernando Henrique Cardoso, Enzo Faletto, Theotonio dos Santos, Andre Gunder Frank, Ruy Mauro Marini o Celso Furtado. Es importante no perder de vista que los autores neomarxistas no estuvieron al margen de los debates posmarxistas, sino que, por el contrario, fueron importantes interlocutores y desarrolladores del mismo (trabajos como el de Poulantzas son buena prueba de ello).